# УДЕСКАІ
Уніау Дешпортіва Сардінья і Каса ді Агуа-Ізе або просто УДЕСКАІ (порт. União Desportiva Sardinha e Caça de Água-Izé) — професіональний футбольний клуб з міста Пантуфу на острові Сан-Томе, в Сан-Томе і Принсіпі.

## Історія
Команда базується в селищі Агуа-Ізе на острові Сан-Томе, а грає в місті Пантуфу на стадіоні «Кампу ді Пантуфу», який вміщує 1000 вболівальників.
У 2004 році клуб був з восьмиочковою перевагою став чемпіоном острова, в той час як кілька років тому ще грав у другому дивізіоні Чемпіонату острова. У фінальному матчі національного чемпіонату він зазнав поразки від представника острова Принсіпі клубу Дешпортіву (Операріу). Роком раніше Дешпортіву (Операріу) в фіналі національного Кубку також переміг УДЕСКАІ. У сезоні 2009/10 клуб зайняв восьме місце.
Проте, в 2014 році УДЕСКАІ вилітає з Другого до Третього дивізіону Чемпіонату острова Сан-Томе.

## Досягнення
- Чемпіонат Сан-Томе і Принсіпі: 0 перемог

фіналіст — 2004
- Чемпіонат острова Сан-Томе: 1 перемога

2004
- Кубок Сан-Томе і Принсіпі: 0 перемог

фіналіст — 2003

## Статистика виступів у лігах та кубках
| Сезон | Див. | Міс. | Іг. | В | Н | П  | ЗМ | ПМ | РМ  | О  | Кубок | Кваліфікація або вибування                         |
| ----- | ---- | ---- | --- | - | - | -- | -- | -- | --- | -- | ----- | -------------------------------------------------- |
| 2011  | 2    | 5    | 21  | 9 | 5 | 7  | 16 | 18 | -2  | 32 |       | Жоден                                              |
| 2012  | 2    | 7    | 18  | 4 | 7 | 7  | 13 | 22 | -9  | 19 |       | Жоден                                              |
| 2013  | 2    | 9    | 18  | 4 | 3 | 11 | 20 | 40 | -20 | 15 |       | Вибування до Другого дивізіону Чемпіонату острова  |
| 2014  | 3    |      | 18  | - | - | -  | -  | -  | -   | -  |       | Вибування до Третього дивізіону Чемпіонату острова |

## Відомі гравці
- Дунги Ліма - воротар